# آریو پهلوان کوچک
آریو پهلوان کوچک انیمیشنی ایرانی به کاگردانی و تهیه‌کنندگی مجید شاکری که اولین بار از شبکه پویا پخش شد. نویسندگان این سریال نغمه ثمینی، علی ثمینی، آرمان آرین، محمد برومند و محمد نجاتی بوده‌اند. تکنیک ساخت این انیمیشن به صورت دوبعدی و سه بعدی است.
نسخه سینمایی این انیمیشن افسانه سرزمین گوهران نام دارد.

## خلاصه داستان
در زمان‌های قدیم شهری افسانه ای به نام گوهران وجود داشت و این شهر را به این دلیل گوهران می‌نامیدند که شیرزاده پهلوان نامی پس از شکست دادن دیو سفید، سنگی اسرار آمیز به نام گوهران را که برای آدمیان سعادت و خوشبختی به ارمغان می‌آورد از دیوها پس می‌گیرد و از آن پس این سنگ جادویی در این شهر در جایگاه ویژه ای توسط حاکم محافظت می‌شود.
آریو پسربچه‌ای است که همراه مادر و خواهرش در گوهران زندگی می‌کند. روزی آریو که متوجه راز تاریکی از «کچل دیگی» می‌شود، سعی می‌کند به مردم شهر اخطار بدهد؛ اما کسی به حرف او گوش نمی‌کند و در نتیجه شهر گوهران درگیر ماجرایی بزرگ می‌شود.

## دستاوردها
- دریافت تندیس طلائی بهترین اثر تلویزیونی از پنجمین جشنواره بین‌المللی پویانمائی تهران در سال ۱۳۸۵[۵][۶]
- دریافت تندیس طلائی بهترین کارگردانی از یازدهمین جشن بزرگ سینمای ایران، در آبان ۱۳۸۶[۷]